# 灯ル祈リ
「灯ル祈リ」（ともるいのり）は、コブクロの32枚目のシングル。2020年10月14日にワーナーミュージック・ジャパンから発売。表題曲は、各音楽配信サイトでは9月22日より配信開始。

## 解説
前作「卒業」から7か月ぶりのシングル。
表題曲は、カンテレ・フジテレビ系ドラマ『DIVER-特殊潜入班-』主題歌として書き下ろされた楽曲で、前作に引き続いて黒田が作曲に参加しており、2作連続となる共作シングルとなっている。なお、黒田はカップリング曲のLullabyでも作曲に参加している。今作ではリモートでの曲作りが行われた。
ジャケットの絵画は小渕が自筆したもので、その制作風景は、アーティスト写真撮影や「KOBUKURO STREAMING LIVE」のリハ映像など、シングル制作時のオフショット映像をまとめた【Off-Shot Movie of「灯ル祈リ」】、5月から計8回行われた「STAY HOME生配信」のダイジェスト映像【Digest Movie of STAY HOME生配信】、第7回の配信で歌唱した「どんな空でも」のパフォーマンス映像と共に初回限定盤のDVDに収録されている。

## 収録曲
全作詞：小渕健太郎　作曲：小渕健太郎・黒田俊介　編曲：コブクロ
1. 灯ル祈リ
カンテレ・フジテレビ系ドラマ『DIVER-特殊潜入班-』主題歌[3]
2. Lullaby
3. 灯ル祈リ  (Instrumental)
4. Lullaby  (Instrumental)

## 収録アルバム
- Star Made(#1)

※「Lullaby」はアルバム未収録